# Шаян (Україна)
Шая́н — село в Україні, в Закарпатській області, Хустському районі. Входить до складу Вишківської селищної громади. В селі видобувається мінеральна вода - Шаянська.

## Населення

### Мова
Розподіл населення за рідною мовою за даними перепису 2001 року:
| Мова       | Кількість | Відсоток |
| ---------- | --------- | -------- |
| українська | 511       | 95.69%   |
| російська  | 16        | 3.00%    |
| угорська   | 7         | 1.31%    |
| Усього     | 534       | 100%     |

## Історія
На віддалі 1 кілометр від курорту Шаян, ліворуч від дороги (при виїзді з села) на 20-метровій терасі зібрано колекцію крем'яних, кварцитових і андезитових виробів мустьєрського і пізньопалеолітичного часів. Біля 200 метрів на захід від першого пункту, на мисовидному уступі 30 — 40-метрової тераси, впідніжжі гори Шаяна — зібрано окремі мустьєрські вироби із кварциту.
Перші згадки у XIX столітті, як про лікувальні купелі.

## Легенда про походження назви села
Височать над селом три гори: Шаян, Шаяниха, Шаянчик (Шаяненя). З міжгір'я збігає потічок, чистий, як сльоза, жебонить, ніби розповідаючи легенду про сиву давнину. Злі вороги напали на село, підпалили хати, убивали людей. І тільки сім'ї Шаянів вдалося сховатися в лісі. Та помітили це нелюди і кинулися в погоню. Першим загинув батько, захищаючи родину. Де впав замертво, виросла найвища гора — Шаян. Знесилена мати, прикриваючи сина, бігла вперед. Але ворожа стріла вп'ялася у серце хлопчини. Мати опустила його на зелений барвінок, і на тому місці виросла найменша гора Шаянчик (Шаєня). Ще декілька кроків пробігла жінка і впала зморена. На тому місці височить зараз гора Шаяниха.

## Шаянська (мінеральна вода)
На базі Шаянського родовища вуглекислих мінеральних вод в живописній місцевості Шаян, розташованій в Солотвинській западині Закарпатського прогину, оточеній невисокими горами з округлими вершинами — Великий (477 м), Середній (325 м) і Малий Шаян на курорті Шаян у 1952 році було відкрито санаторій «Шаян» на 150 місць. В умовах курорту для питного лікування, вуглекислих мінеральних ванн, промивань кишечника та іншого порожнинного введення використовуються гідрокарбонатні натрієві води свердловин № 4, № 2 42 біля підніжжя г. В. Шаян. Хлоридно-гідрокарбонатна мінеральна вода св. № 2 біля підніжжя г. М. Шаян, що однією із перших була рекомендована для лікування урологічних захворювань ще у 50-ті роки XX сторіччя, в тому числі корифеєм медицини Закарпаття професором А. Фединцем, в умовах курорту Шаян використовується тільки для питного лікування, а з 1999 року почала розливатись у пляшки. Розлив мінеральної води «Шаянська» зі св. № 242 розпочався ще в 1964 році.

## Туристичні місця
- Санаторій «Шаян» знаходиться за 18 км від м. Хуст, на схилах Виторлаг-Гутинського хребта на висоті 210 м над рівнем моря. Санаторій розташований на лівому березі річки Тиси біля підніжжя гори Великий Шаян, що разом з горами Середній і Малий Шаян оточує курортну зону, залишаючи відкритим тільки східний напрямок.
- три гори: Шаян, Шаяниха, Шаянчик (Шаяненя)
- На віддалі 1 кілометр від курорту Шаян, ліворуч від дороги (при виїзді з села) на 20-метровій терасі зібрано колекцію крем'яних, кварцитових і андезитових виробів мустьєрського і пізньопалеолітичного часів. Біля 200 метрів на захід від першого пункту, на мисовидному уступі 30 — 40-метрової тераси, впідніжжі гори Шаяна — зібрано окремі мустьєрські вироби із кварциту.
- Шаянське родовище вуглекислих мінеральних вод

## Персоналії
У селі поховані:
- Тацюн Микола Васильович (1997—2022) — старший солдат Збройних Сил України, учасник російсько-української війни.

## Галерея

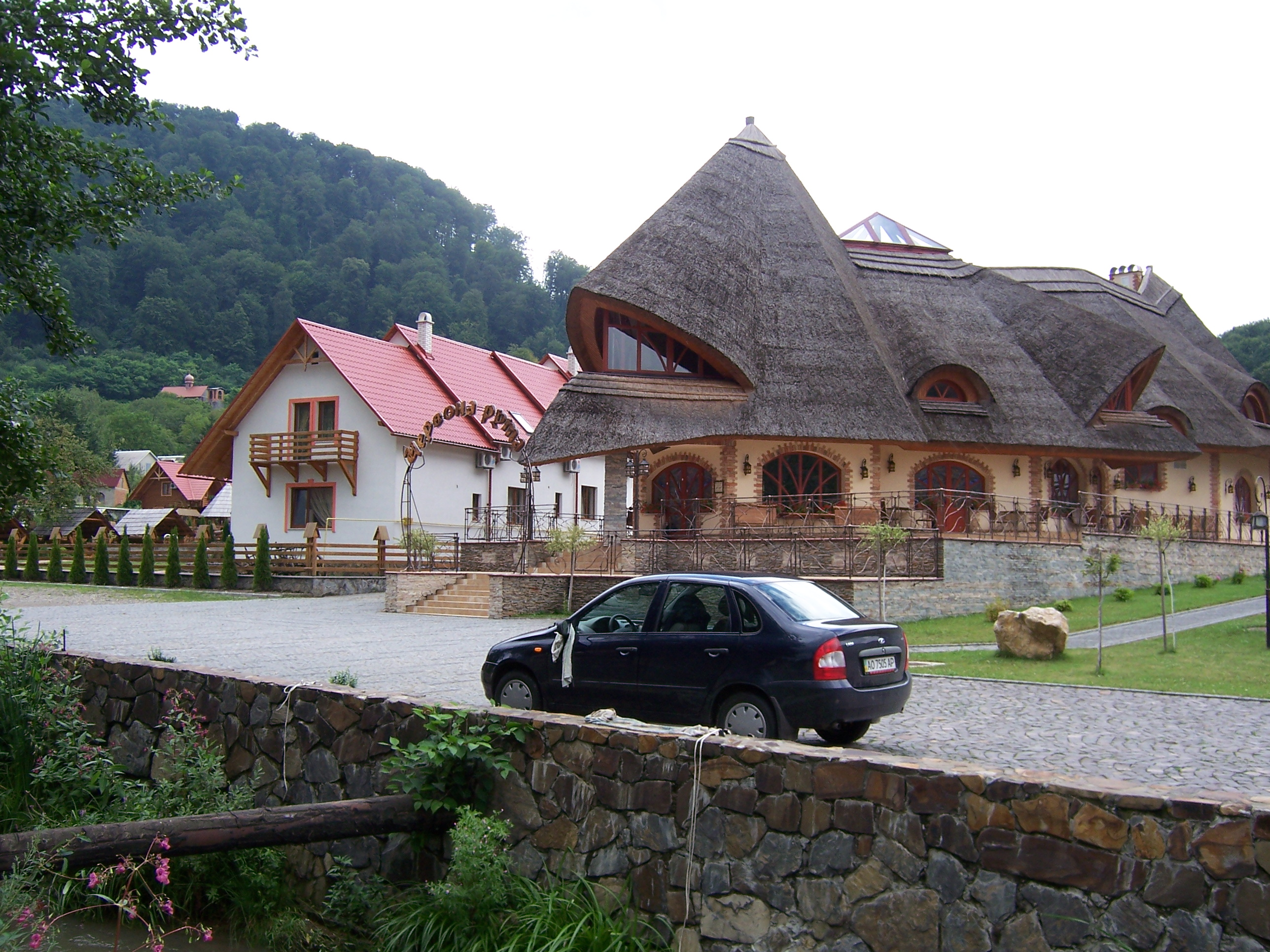
База "Червона рута"
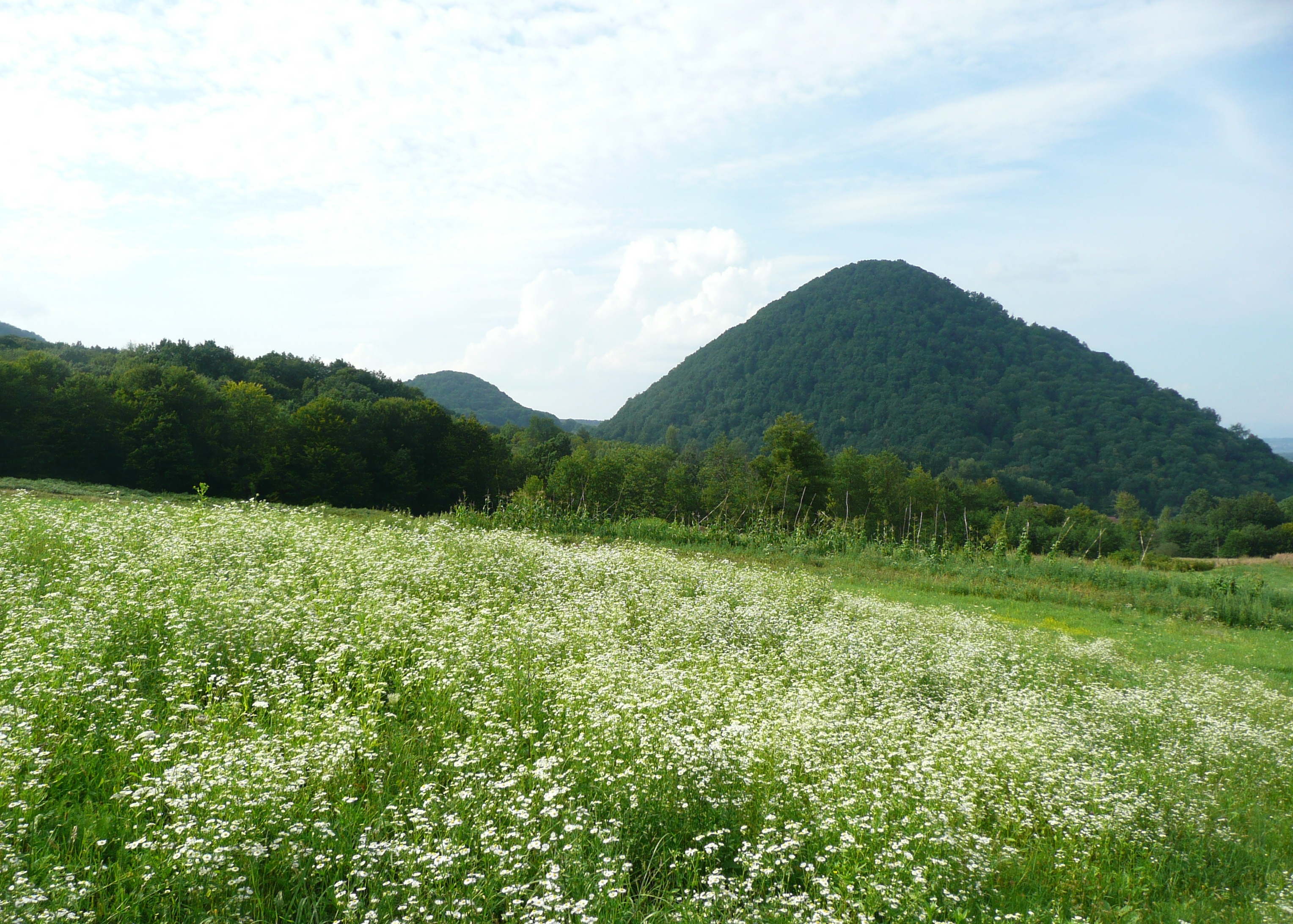
Гора Шаян
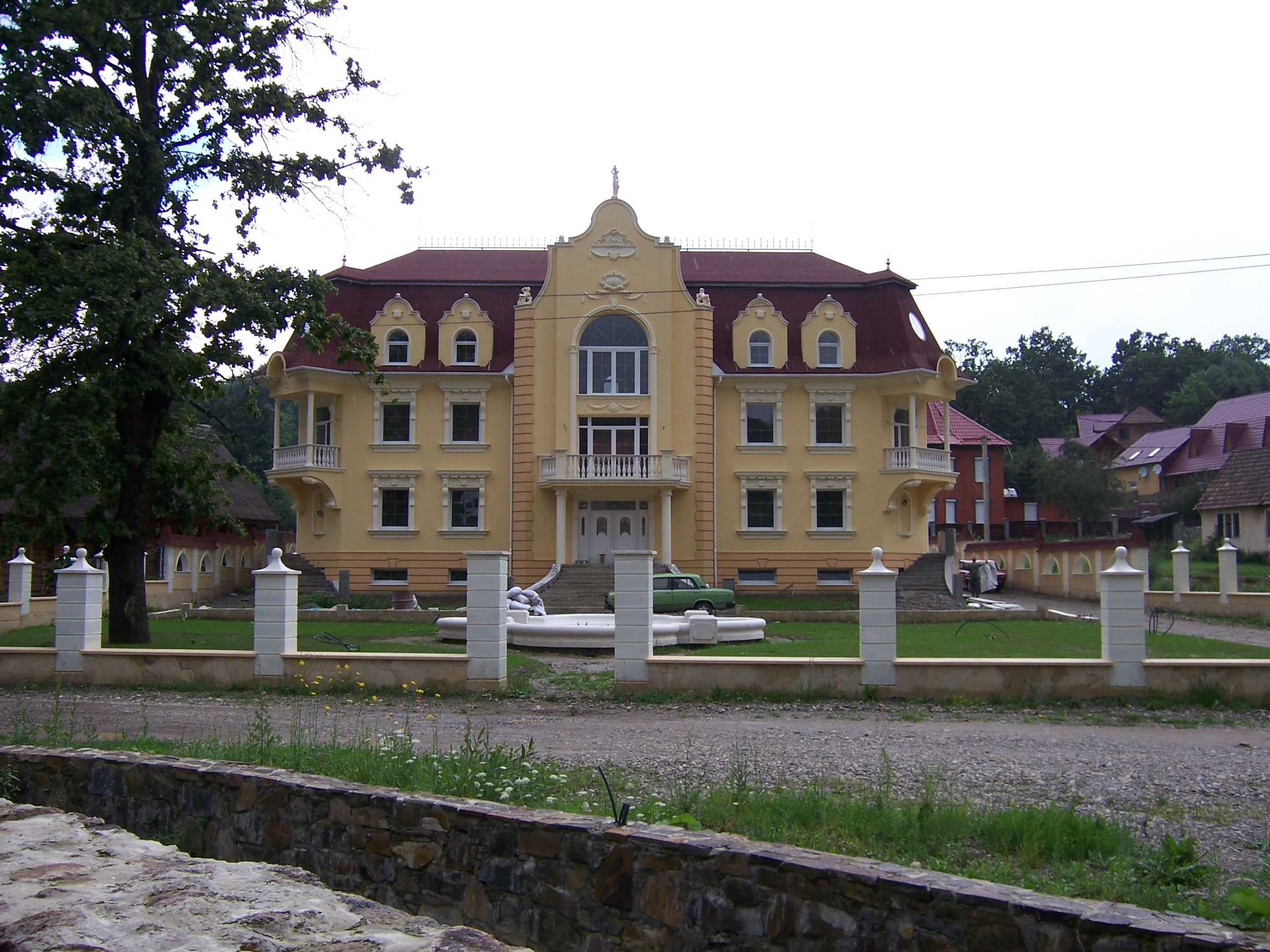
База відпочинку
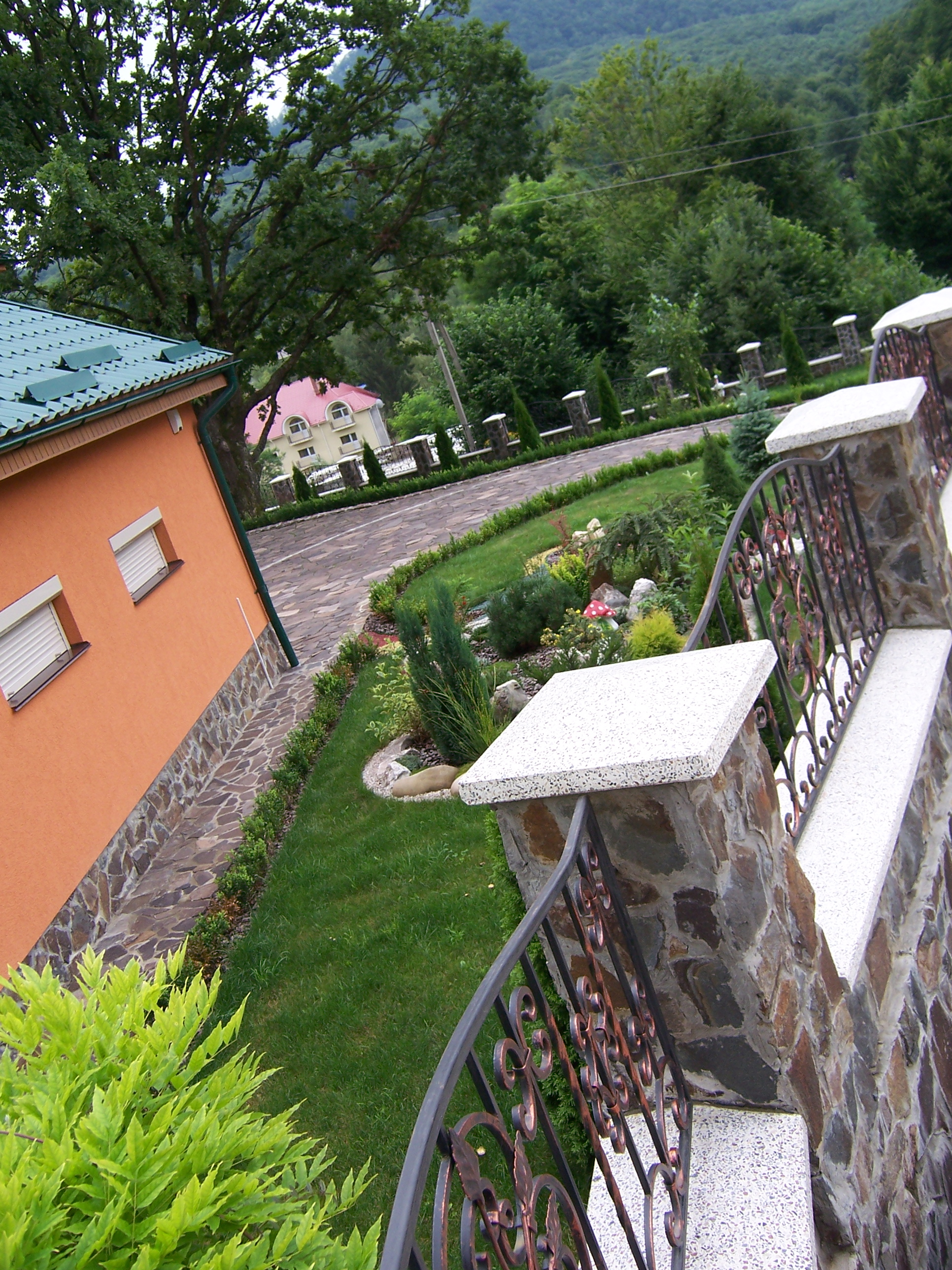
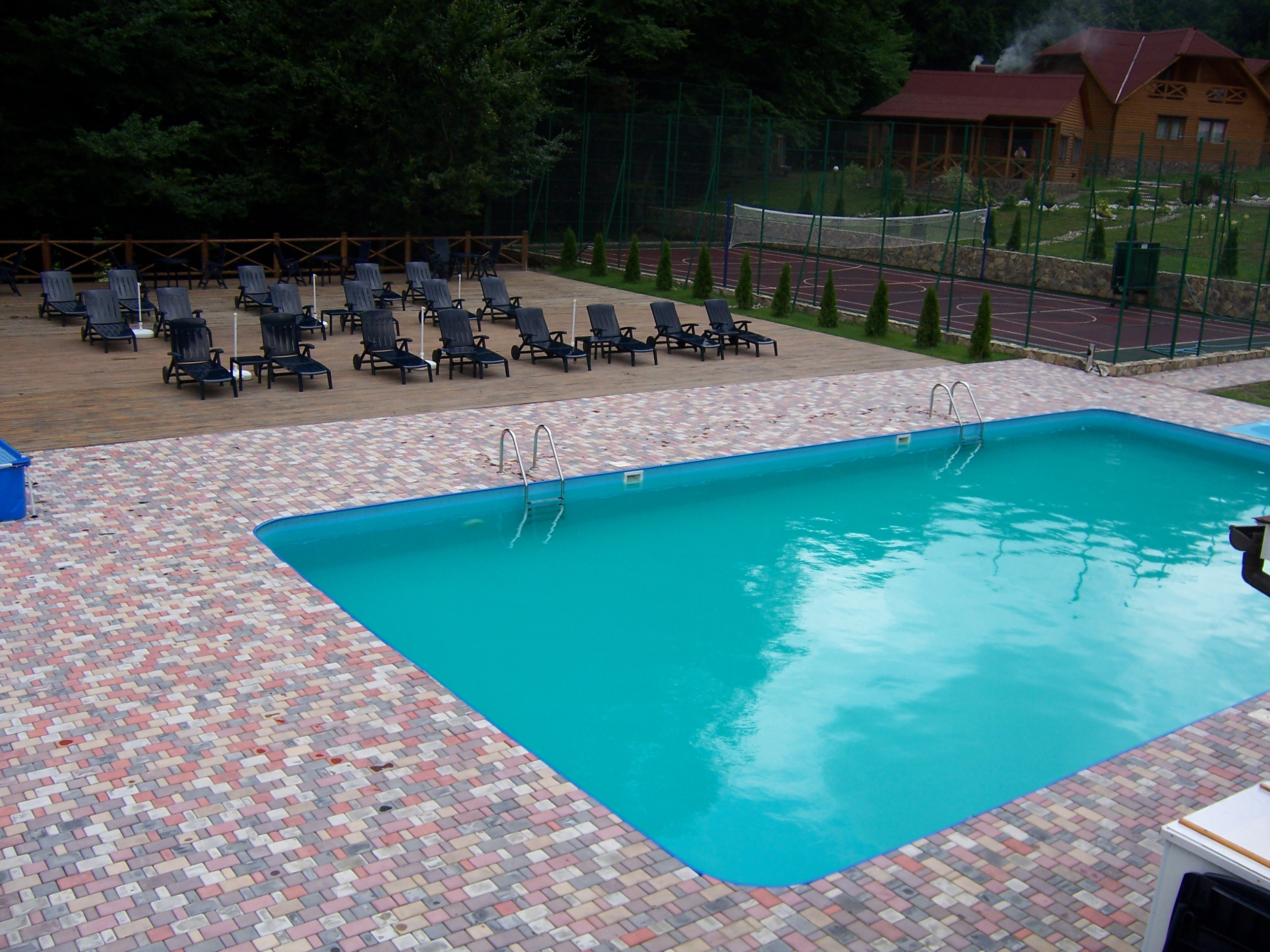
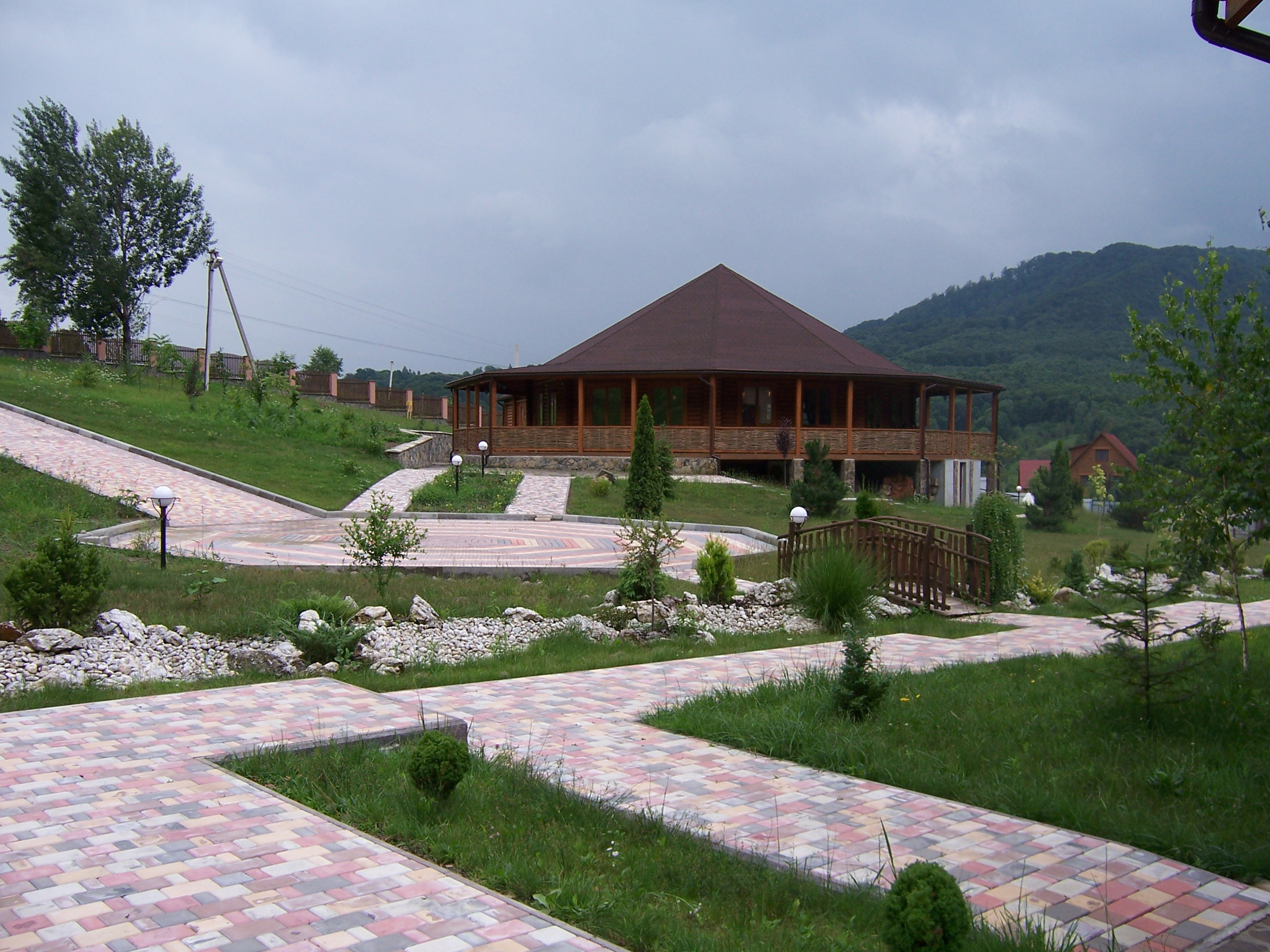
Курортна зона
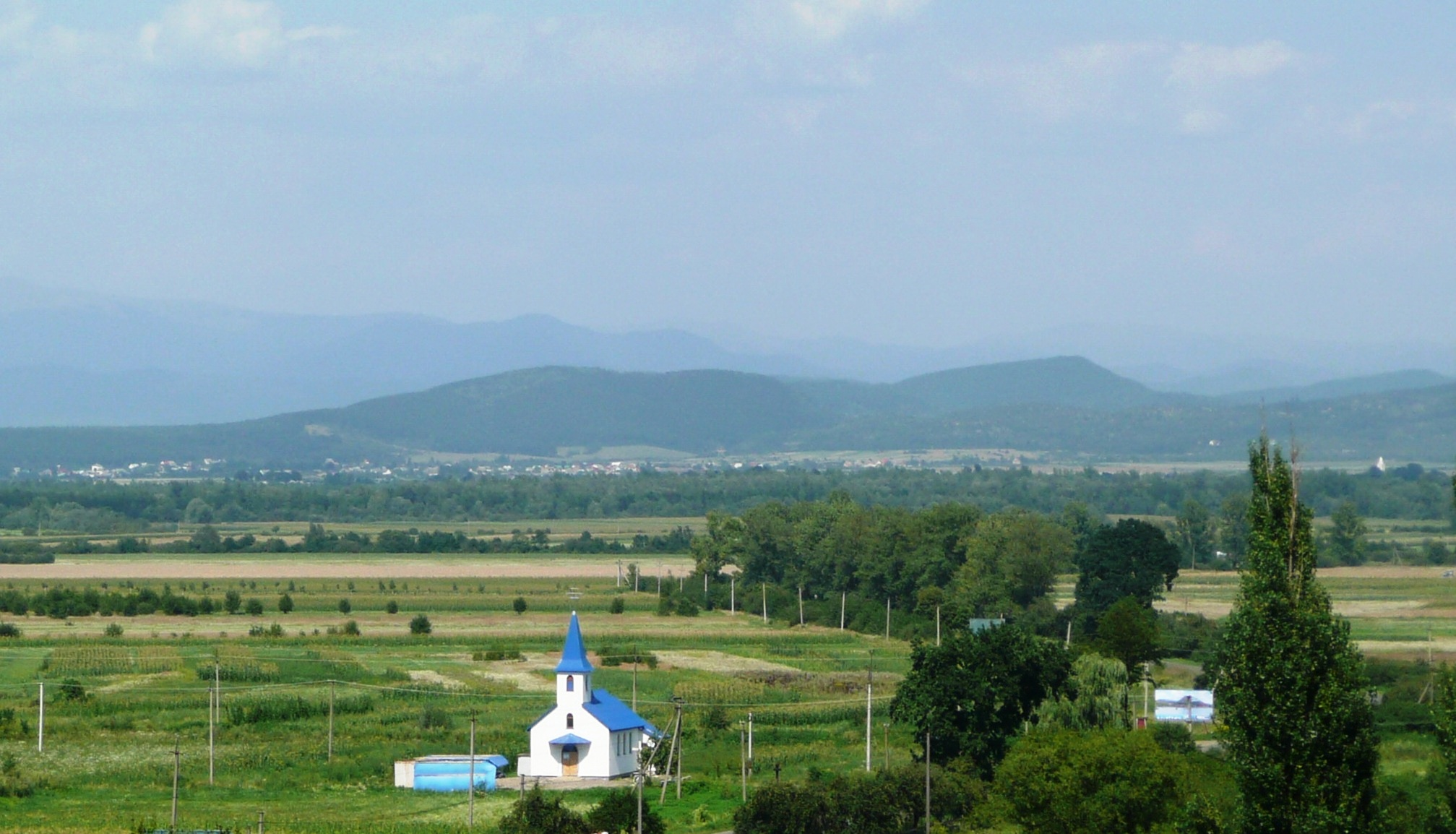
Церква в с. Шаян
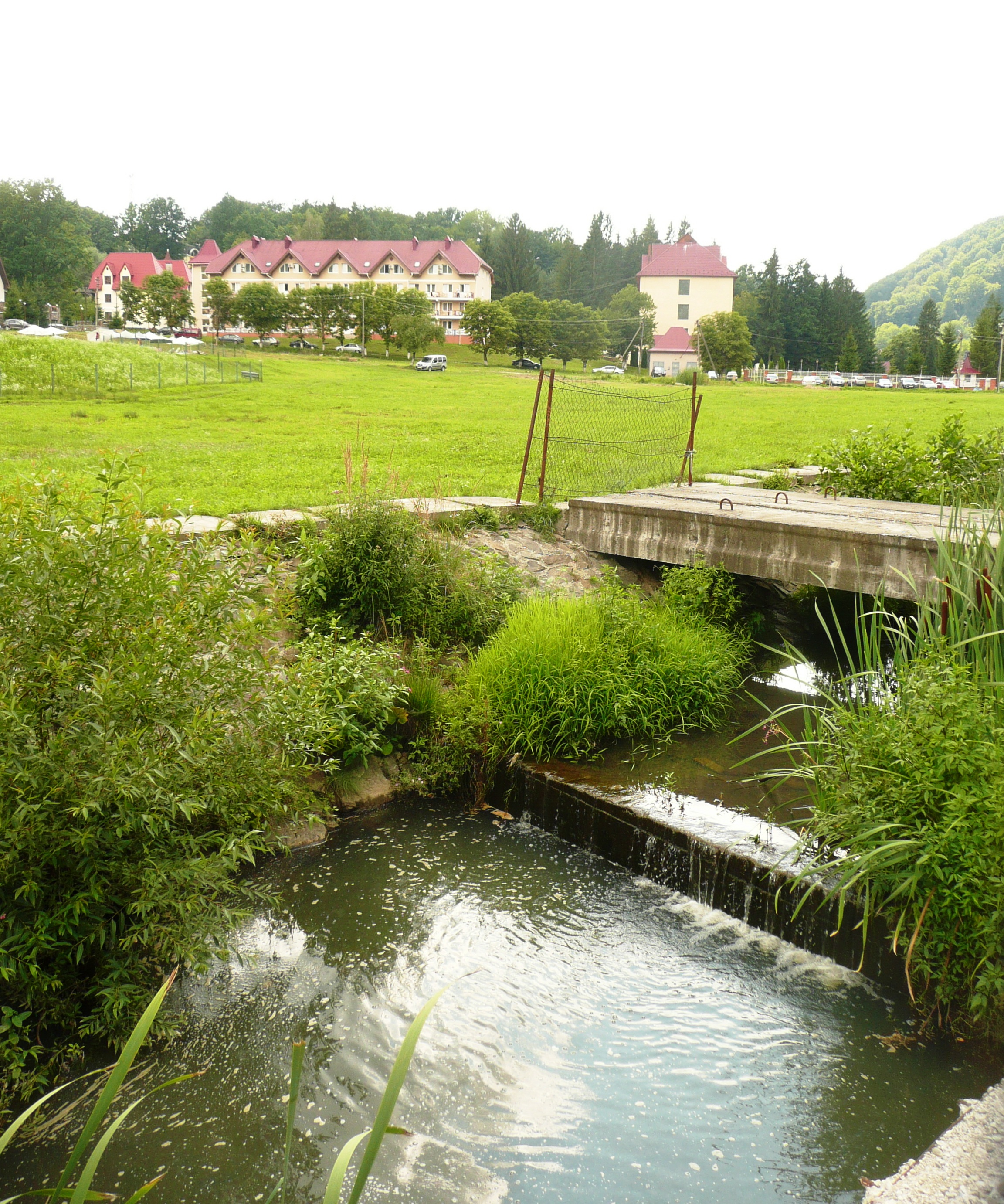
Струмок "Великий Кюблер"
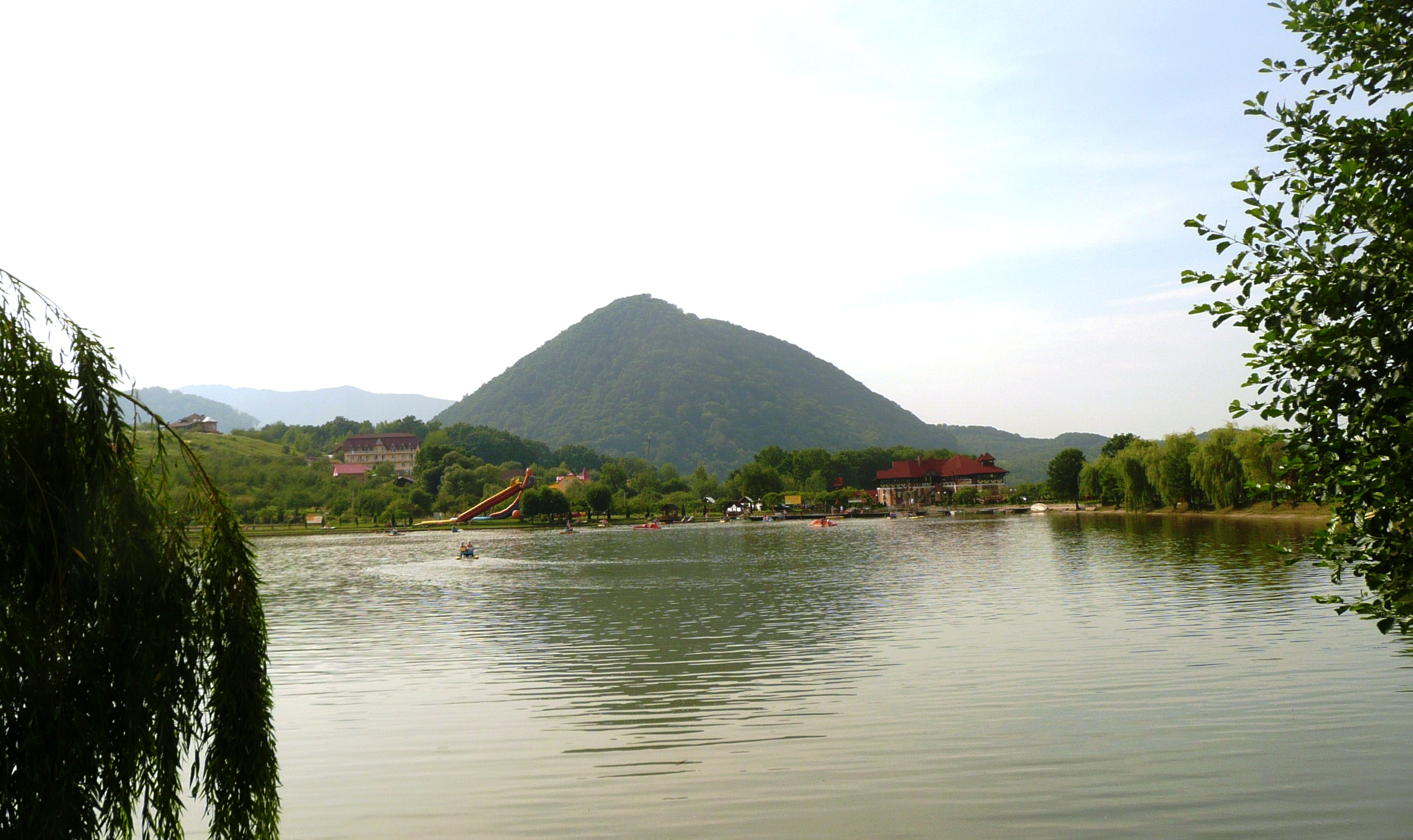
Шаянське озеро
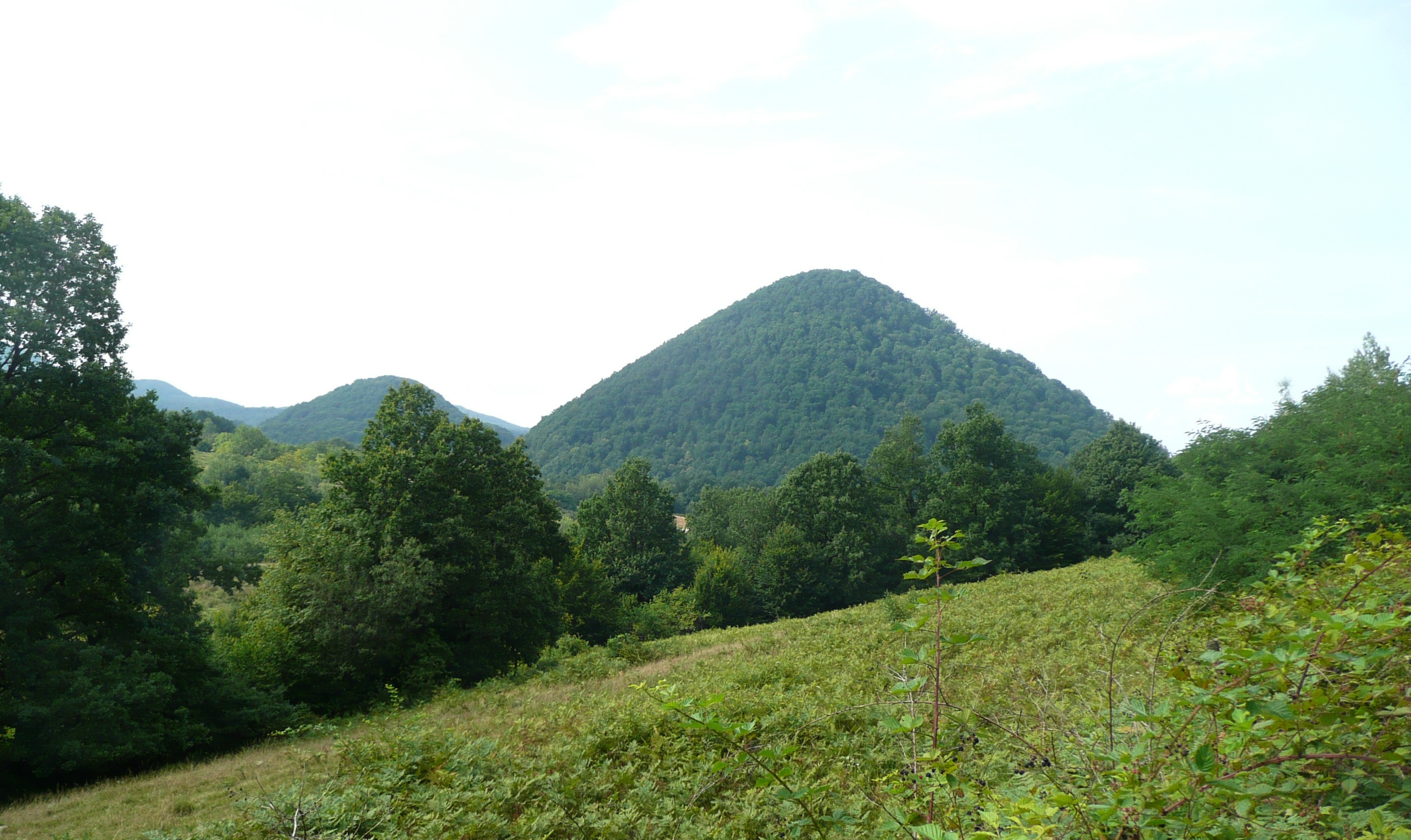
Краєвид